# پتراکوفسکویه
پتراکوفسکویه (به لاتین: Petrakovskoye) یک منطقهٔ مسکونی در روسیه است که در داغستان واقع شده‌است.